# Crepidodera bella
Crepidodera bella är en skalbaggsart som beskrevs av Charles Christopher Parry 1986. Crepidodera bella ingår i släktet Crepidodera och familjen bladbaggar. Inga underarter finns listade i Catalogue of Life.